# Palmeto (Santa Cruz de Tenerife)

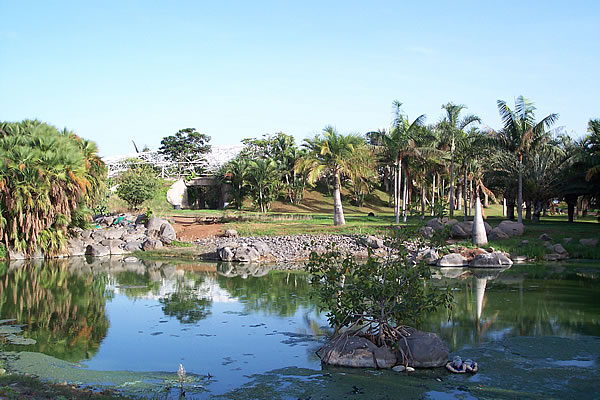

Il Palmetum de Santa Cruz de Tenerife è un orto botanico di 12 ettari di superficie (120.000 m² , specializzato nella famiglia delle palme (Arecaceae). Si trova nella città di Santa Cruz de Tenerife, capitale di Tenerife, nelle Isole Canarie, Spagna. Contiene la più grande collezione di palme in Europa.

## Luogo
Il Palmetum si trova a Santa Cruz de Tenerife, nel quartiere di Cabo Llanos, nell'area costiera chiamata Parque Marítimo César Manrique 28°27′07″N 16°15′21″W. Occupa la montagna chiamata El Lazareto, antica discarica della città, oggi riabilitata per l'uso pubblico, parzialmente circondata dal mare. È lo spazio verde più grande del centro urbano della città. In questo luogo la temperatura media annuale è di 21 °C e la temperatura minima assoluta registrata è di 13 °C.

## Storia
Il Palmetum occupa lo spazio di un'antica discarica chiusa dal 1983. La sua trasformazione in orto botanico fu avviata nel 1995, grazie ai fondi europei, con la direzione scientifica dell'ingegnere agrario Manuel Caballero e del botanico Carlo Morici. Il paesaggista Carlos Simón diresse la costruzione di varie cascate e la piantagione dei primi esemplari, dal 1996 al 1999. Nel 2000 il progetto venne paralizzato per esaurimento dei fondi. Dal 2000 resiste con un mantenimento minimo, in attesa di una spinta finale per l'apertura. Nel 2007 vennero licitati vari lavori per migliorare le condizioni del parco, venne sostituito tutto il sistema d'irrigazione e si piantarono le scarpate esposte a sud, che non erano mai state finite. Le collezioni vive sono state riorganizzate e sono state piantate nuove sezioni geografiche, per rappresentare le regioni di Borneo-Filippine e Nuova Guinea. Il parco è stato aperto al pubblico nel 2014.

## Collezioni
Secondo inventario del 2008 la collezione contiene un totale di 1200 taxa (stima), dei quali 960 con scheda e registro, rappresentati da un totale di circa 3100 esemplari (stima).

Le collezioni includono più di 70 specie in pericolo d'estinzione, registrate nella lista rossa IUCN, fra loro vi sono 14 specie in pericolo critico.
- Famiglie botaniche più rappresentate: Arecaceae: (404 taxa), Bromeliaceae (89), Cactaceae (31), Agavaceae (26), Moraceae (27), Pandanaceae (10), Mimosaceae (14), Zamiaceae (12)
- Generi più rappresentati della famiglia delle palme (Arecaceae): Coccothrinax (43 specie), Dypsis (21 spp.), Chamaedorea (18 spp.), Livistona (14 spp.), Pritchardia (12 spp.), Syagrus (12 spp.), Copernicia (11 spp.), Arenga (10 spp.).

È particolarmente importante la collezione di palme dei caraibi, che è una delle più complete del mondo, con circa 40 specie del genere Coccothrinax ed esemplari unici del genere Hemithrinax, provenienti da numerose spedizioni e collaborazioni con vari orti botanici dei Caraibi, specialmente con il Montgomery Botanical Center di Miami, il Jardín Botànico Nacional de Santo Domingo e il Jardín Botànico Nacional de Cuba.

Alcune specie sono coltivate in numero sufficiente da permettere la riproduzione ex situ di specie IUCN. Un caso di successo è Coccothrinax borhidiana, palma lenta e minacciata, catalogata in pericolo critico, che nel Palmetum è rappresentata da 17 esemplari seminati nel 1996 che oggi fruttificano nella sezione caraibica del parco.

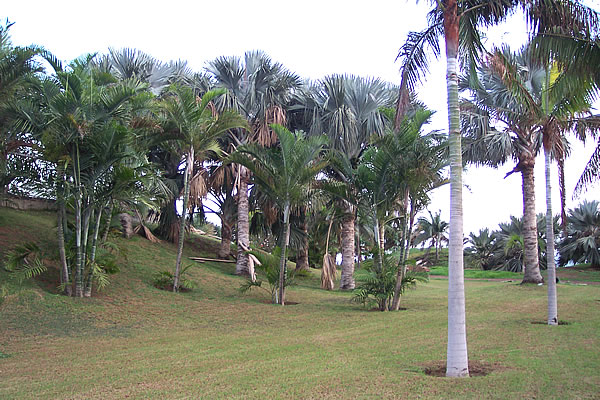
Sezione del Madagascar

La superficie della collina è divisa in "Sezioni Biogeografiche", che contengono la flora di palme delle diverse aree del mondo. Hanno dimensioni variabili fra 1.000 e 20.000 m² ciascuna. Alcune sono caratterizzate da elementi peculiari come laghi, torrenti, collinette o cascate. Le sezioni biogeografiche attualmente sviluppate sono: Isole dei Caraibi, Sudamerica, Nuova Caledonia, Hawaii, Australia, Indocina, Isole Mascarene, Africa, Madagascar, Centro e Nord America, Nuova Guinea, Borneo e Filippine, Bosco Termofilo Canario.

## Strutture e servizi
- L'ottagono, "El Octógono", è un ombraio semisotterraneo di 2.300 m², costruito per ospitare le specie che abbisognano di un ambiente più costante, più umido e senza vento. Ha un attraente disegno tecnologico, botanico e paesaggistico, con una densa vegetazione attraversata da sentieri e torrentelli tortuosi, ponti e cascate.
- Il Museo Etnografico delle Palme, è una struttura sotterranea, già parzialmente coperta dalla vegetazione, la cui entrata principale è stata disegnata per avere l'aspetto di una "foresta". Conterrà la collezione esistente di oggetti relativi alle palme, l'erbario, sala di riunioni e aule.